# Wilhelm von Flügge (Politiker)
Ernst Rudolf Heinrich Eberhard Wilhelm Flügge, seit 1886 von Flügge (* 17. April 1825 in Groß Helle; † 16. Juni 1898 in Speck, Kreis Naugard) war ein deutscher Rittergutsbesitzer und Mitglied des Deutschen Reichstags.

## Leben
Wilhelm war ein Sohn des Herrn auf Groß Helle und Lüdershof Friedrich Wilhelm Flügge (1785–1869) und dessen Ehefrau Henriette, geborene Müller (1803–1868).
Flügge absolvierte 1844 das Gymnasium in Friedland in Mecklenburg und studierte von 1844 bis 1848 Rechtswissenschaften und Cameralia in Berlin und Heidelberg. Infolge der Märzereignisse 1848 trat er nicht in den Preußischen Staatsdienst. Er betrieb stattdessen praktische Landwirtschaft und kaufte das Gut Speck im Kreis Naugard in Pommern, weiter besaß er die Güter Groß Helle und Lüdershof in Mecklenburg. Er war u. a. Kreisdeputierter im Kreis Naugard und Vorsitzender des landwirtschaftlichen Vereines in Massow.
Von 1874 bis 1893 war er Mitglied des Deutschen Reichstags für den Wahlkreis Regierungsbezirk Stettin 6 (Naugard-Regenwalde) und die Konservative Partei. Am 23. Januar 1886 wurde er durch Wilhelm I. in den erblichen preußischen Adelsstand erhoben.
Flügge hatte sich am 26. April 1851 in Heidelberg mit Antonie Hochstaedter (1826–1887) verheiratet. Aus der Ehe gingen drei Söhne und eine Tochter hervor, darunter Erich von Flügge, der preußischer Landrat des Kreises Winsen wurde.

### Genealogie
- Gothaisches Genealogisches Taschenbuch der Briefadeligen Häuser. 1908. Zweiter Jahrgang, Justus Perthes, Gotha 1907–11, S. 288–289. Digitalisat
- Genealogisches Handbuch des Adels, (GHdA), Adelige Häuser B (Briefadel), Band V, Band 26 der Gesamtreihe GHdA, Hauptbearbeiter: Hans Friedrich von Ehrenkrook; Mitarbeit: Friedrich Wilhelm Euler, C. A. Starke, Limburg an der Lahn 1961, S. 72 f. ISSN 0435-2408